# کالیکو راک (آرکانزاس)
کالیکو راک (آرکانزاس) (به انگلیسی: Calico Rock, Arkansas) یک شهر در ایالات متحده آمریکا با جمعیت ۹۹۱ نفر است که در آرکانزاس واقع شده‌است.

## موقعیت جغرافیایی
موقعیت جغرافیایی شهرها و مناطق اطراف به شرح زیر است: